# 奥林匹亚村
奥林匹亚村（葡萄牙语：Vila Olímpia）是巴西圣保罗州首府圣保罗市的一个上流社会街区，位于伊塔伊姆比比（Itaim Bibi）区。
奥林匹亚村是联合利华、谷歌、雅虎、CNET、英特尔、赛门铁克、微软等多家跨国公司的巴西办事处的所在地。
该地区还以其夜生活区而闻名，那里有数家酒吧和夜总会。
该区的另一个亮点是达斯卢（Daslu），一家大型奢侈品商店。它是拉丁美洲最大的此类企业，也是世界上最大的此类企业之一。奥林匹亚村还拥有E-Tower，这是该市第五高、巴西第12高的摩天大楼。